# Rabštejnská Lhota
Rabštejnská Lhota là một làng thuộc huyện Chrudim, vùng Pardubický, Cộng hòa Séc.